# Corredor humanitario
Un corredor humanitario es un tipo de zona desmilitarizada temporal que se establece en una región afectada por una crisis (provocada por una guerra o por un desastre) con el fin de permitir el acceso seguro de ayuda humanitaria y la evacuación de refugiados. Puede estar también asociado con una zona de exclusión aérea o terrestre.
El corredor humanitario es una obligación derivada del derecho humanitario. Los Convenios de Ginebra de 1949, textos de referencia del derecho humanitario, prevén una serie de obligaciones en materia de conflictos internacionales. El artículo 23 del Cuarto Convenio establece el principio de «libre paso de todo envío de medicamentos y de material sanitario», así como «de víveres indispensables, de ropa y de tónicos» hacia la población civil.